# Molí de Ratat
El Molí de Ratat és un molí hidràulic construït entre el 1800 i el 1830 de Silla (Horta Sud) protegida com a Bé immoble de rellevància local. El molí, que té una planta en forma d'L, aprofita l'aigua de la Séquia Reial del Xúquer.
Segons Enric Guinot, el Molí de Ratat, també dit Molí de l'Algudor, va ser construït el 1862 per Camilo Simó Cases.